# デス・オブ・ニンジャ/地獄の激戦
『デス・オブ・ニンジャ/地獄の激戦』（原題：Nine Deaths of the Ninja）は、1985年に劇場公開されたアメリカのアクション映画。ショー・コスギ最後のキャノン作品。興行成績は振るわず、日本ではビデオスルーとなった。

## スタッフ
- 製作： ヨーラン・グローバス、メナハム・ゴーラン
- プロデューサー： アショク・アムリトラジ
- アソシエイトプロデューサー： シェリー・E・リード
- 監督・脚本：エメット・アルストン
- 音楽：Cecile Colayco

## 出演
- スパイク忍 - ショー・コスギ
- スティーブ・ゴードン - ブレント・ハフ
- ジェニファー・バーンズ - エミリア・カラス
- 残酷なアルビ - ブラッキー・ダッメット
- ハニー・ハンプ - レジーナ・リチャードソン
- ランキン - ビジャイ・アムリトラジ
- ツアーガイド - リサ・フリードマン
- ケイン - ケイン・コスギ
- 先生 - ケン・ワタナベ